# Бек, Рафаэль
Абрам Рафаэль Бек (англ. Abram Raphael Beck; 16 ноября 1858 ― 29 мая 1947) ― американский художник.

## Жизнь и творчество
Родился 16 ноября 1858 года в Ланкастере, Пенсильвания. Был старшим из восьми детей Августа Бека, известного художника и дизайнера, который спроектировал барельеф у подножия монумента Вашингтону. После длительных занятий с отцом, когда ему уже исполнилось 20 лет, он отправился в двухлетнее путешествие по Европе. Работал в Мюнхене с известным художником-пейзажистом Паулем Вебером, а затем ― в Академии Жюлиана в Париже.
После возвращения в США, Бек начал подготовку над своей первой крупной работой: ей стала серия панно для здания Капитолия в Гаррисберге, Пенсильвания. Примерно в это время он также поселился в Нью-Йорке и основал художественную студию в Буффало.
Бек создал множество разнообразных произведений, как то витражные окна, маски, гравюры, масла, акварели, большие панно, включая фреску на входе в канал Эри, а также картины маслом: в частности, портрет генерала Лафайета.
В течение тридцати лет проработал на своей студии в Буффало. Был дизайнером логотипа Столетней выставки Льюиса и Кларка в Портленде, Орегон. Умер в 1947 году и был похоронен на кладбище Гленвуд-Локпорт.

## Логотип экспозиции

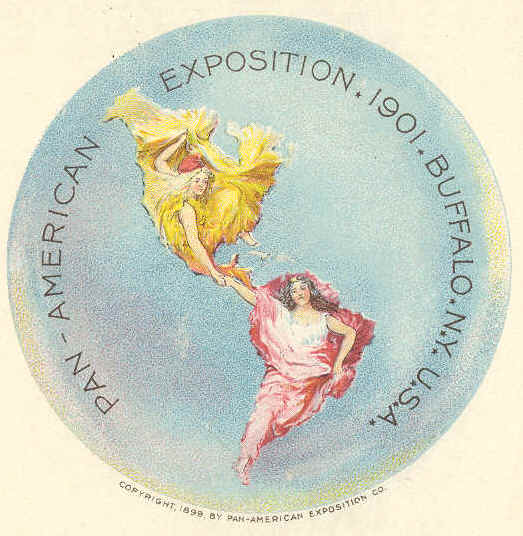
Официальный логотип для Пан-американской выставки

Логотип, где изображены две женщины в форме Северной и Южной Америк, которые держатся за руки через страны Центральной Америки, стал самым узнаваемым символом Панамериканской выставки. Логотип Бека был выбран в качестве официальной эмблемы выставки, обойдя более 400 работ других претендентов. Логотип был официально принят под защиту авторского права в 1899 году и художник получил $100 за свою работу.
Его изображение впоследствии размещалось на разнообразных сувенирах, как то пресс-папье, значки, открытки, колоды карт, держатели для зубочисток и часы, хотя исполнительный комитет экспозиции изначально планировал использовать изображение Бека «только для достойных целей». Понимая его популярность, однако, комитет постановил извлечь из него максимальную прибыль. Таким образом, этот логотип стал настолько распространённым, что его можно обнаружить «на всех вещах, которые не двигались и на некоторых, что двигались». Некоторые неофициальные вариации логотипа также появлялись на сувенирах, производимых поставщиками, которые желали нажиться на сходстве с логотипом Бека.

## Последний портрет Мак-Кинли
Бек также был автором последнего прижизненного портрета президента США Уильяма Мак-Кинли. Во время визита президента в Буффало, Бек сделал набросок его портрета когда тот выступал с речью перед пятидесятитысячной толпой возле Триумфального моста.
Когда предварительные наброски портрета были завершены, Бек уехал из Буффало и поехал в Нью-Йорк. В это же время Мак-Кинли и скончался от нанесенных ему ран, поэтому Бек срочно продолжил свою работу чтобы как можно скорее завершить портрет, который получил название «Президент Мак-Кинли выступает с последней большой речью на Пан-американской выставке 5 сентября 1901 года». Портрет был повешен в Сенате США, а позже стал собственностью Исторического музея Буффало.